# Dipterygeae
Dipterygeae (лат.) — триба растений в подсемействе мотыльковых (Faboideae) семейства бобовые (Fabaceae). 
Включает следующие роды:
- Dipteryx Schreb.
- Monopteryx Spruce ex Benth.
- Pterodon Vogel
- Taralea Aubl.

У трибы нет определения, основанном на молекулярной филогенетике. Синапоморфии, объединяющие представителей группы — «необычный двугубый чашелистик, у которого две верхние доли значительно увеличены, а три нижние доли уменьшены до мелких зубцов.» Представители Dipterygeae, как и виды сестринской группы Amburaneae, известны тем, что производят различные смолы (бальзамы, кумарины и т. д.).